# Notothyladaceae
Notothyladaceae è l'unica famiglia di Anthocerotales contenuta nell'ordine Notothyladales.
Famiglia Notothyladaceae
- Genere Hattorioceros
- Genere Mesoceros
- Genere Notothylas
- Genere Paraphymatoceros
- Genere Phaeoceros